# Daniel Ribeiro
Daniel Ribeiro (São Paulo, 20 de maio de 1982) é um cineasta brasileiro, que dirigiu os curtas metragens Café com Leite (2007) e Eu Não Quero Voltar Sozinho (2010). Seu primeiro longa-metragem, Hoje Eu Quero Voltar Sozinho estreou no Festival de Berlim, em 10 de fevereiro de 2014. E para todo o Brasil no dia 10 de abril de 2014. Criou e dirigiu a série Todxs Nós (2020) da HBO Brasil .

## Filmografia
- 2007 - Café com Leite
- 2010 - Eu Não Quero Voltar Sozinho
- 2014 - Hoje Eu Quero Voltar Sozinho
- 2016 - Love Snaps
- 2024 - 13 Sentimentos

## Televisão
- 2020 - Todxs Nós (HBO) [2]

## Prêmios e nomeações
Eu Não Quero Voltar Sozinho
- Prêmios de Melhor Filme e Melhor Roteiro - Júri Oficial, Melhor Filme - Júri Popular, Melhor Filme – Prêmio da Crítica no 3º 3º Festival Paulínia de Cinema - 2010
- Prêmios Troféu Mix Brasil Coelho de Prata / TOP 10 filmes escolhidos pelo público no 21° Curta Kinoforum – Festival Internacional de curtas-metragens de São Paulo 2010 [3]
- Prêmio de Melhor Roteiro no Entretodos 3 - Festival de Curtas de Direitos Humanos [4]
- Menção Honrosa na 10ª Goiânia Mostra Curtas
- Prêmios de Melhor Filme, Melhor Film Juri Popular e Melhor Roteiro no CLOSE - Festival da Diversidade Sexual de Porto Alegre [5]
- Prêmios de Melhor Filme Júri Popular e Melhor Direção  no 17º Festival de Cinema e Vídeo de Cuiabá
- Prêmio ET de Prata - Melhor Direção no 9º Festival Nacional de Cinema de Varginha [6]
- Prêmios Coelho de Ouro - Melhor Curta Nacional e Coelho de Prata - Melhor Roteiro no 18º Mix Brasil [7]
- Prêmio de Melhor Direção no 4º For Rainbow - Festival de Cinema e Cultura da Diversidade [8]
- Prêmio de Melhor Roteiro no 4º Festival Internacional de Cinema de Itu [9]
- Prêmio de Melhor Filme - Mostra Nacional no Curta Cine Malagueta – 2° Festival Nacional Curtas-Metragens de Rondonópolis [10]
- Prêmio de Melhor Roteiro no 17º Vitória Cine Vídeo [11]
- Prêmio de Melhor Curta Nacional - Juri Popular no 6º Fest Aruanda [12]
- Menção Honrosa no II Curta Carajás

Café com Leite
- Vencedor do Urso de Cristal de melhor curta metragem no 58º Festival de Cinema de Berlim (2008).
- Vencedor do Grande Prêmio do Cinema Brasileiro de melhor curta metragem de ficção.
- Vencedor da Lente de Cristal de melhor curta metragem no 12º Brazilian Film Festival of Miami (2008).
- Vencedor do Troféu Coxiponé de melhor diretor de curta metragem no 15º Festival de Cinema e Vídeo de Cuiabá (2008).
- Vencedor do Troféu Menina de Ouro de melhor diretor de curta metragem no 1º Festival Paulínia de Cinema (2008).
- Vencedor dos prêmios de melhor curta metragem, melhor direção e melhor roteiro no Comunicurtas 2008 - Festival de Cinema de Campina Grande (2008).
- Vencedor do prêmio de melhor diretor de curta metragem no 6º Curta Santos (2008).
- Vencedor do prêmio de melhor roteiro no Entretodos 2 - Festival de Curtas de Direitos Humanos (2008).